# Achyrocalyx gossypinus
Achyrocalyx gossypinus là một loài thực vật có hoa trong họ Ô rô. Loài này được Raymond Benoist mô tả khoa học đầu tiên năm 1939.

## Phân bố
Loài đặc hữu Madagascar.